# Valentine Bender

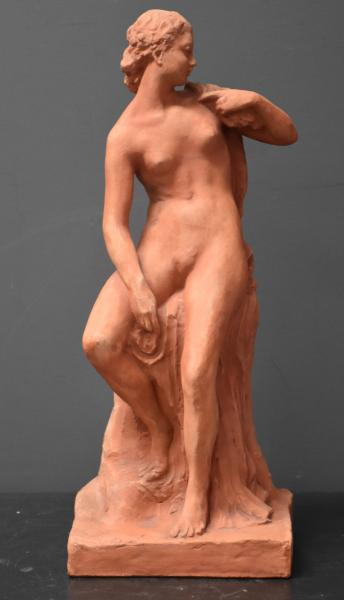
Vrouwelijk naakt

Valentine Mathilde Jeanne Augusta Bender (Schaarbeek, 1 mei 1884 – Ukkel, 1947) was een  Belgisch beeldhouwer.

## Leven en werk
Valentine Bender was een dochter van Henri Joseph Constant Bender, chef de bureau bij het ministerie van Openbaar Onderwijs, en Jeanne Constance Louise Sophie De Broëta. Haar grootvader Jean-Valentin Bender had zich vanuit Duitsland in België gevestigd, waar hij dirigent werd van het Groot Harmonieorkest van de Belgische Gidsen. Bender werd vanaf 1907 opgeleid in het atelier van beeldhouwer Égide Rombaux (1865-1942). Ze werd de levensgezel van haar leermeester. Ze legateerde zijn werk aan de Koninklijke Musea voor Schone Kunsten van België en de helft van zijn kapitaal aan de Koninklijke Academie van België, waarmee de Prijs Egide Rombaux werd gefinancierd.
Bender maakte mensfiguren in brons, hout, marmer en terracotta. Haar figuren lijken soepel en levendig, alsof ze midden in een beweging zijn vastgelegd. Ze exposeerde haar werk onder andere tijdens de wereldtentoonstelling van 1910 in Brussel, de driejaarlijkse tentoonstelling in Antwerpen (1930) en de Salon du Printemps in het Paleis voor Schone Kunsten in Brussel (1936). Een jaar voor haar overlijden toonde ze op de 47e Salon van de Kring Kunst en Kennis (1946) nog haar werken Dans la vague en Suzanne Surprise.
Valentine Bender overleed in 1947.

## Enkele werken
- 1908 bronzen buste van Ernest Discailles, collectie gemeente Schaarbeek.[5]
- bronzen buste van Égide Rombaux, collectie Académie royale des Sciences, Lettres et Beaux-Arts.[6]
- 1930 Première rencontre ('Eerste ontmoeting'), getoond op de tentoonstelling in Antwerpen.